# リッチフィールド (イングランド)
リッチフィールド（英: Lichfield）は、イングランドのスタッフォードシャーにあるシティ (City) かつ行政教区 (Civil Parish) である。人口は3万4738人（2021年）。バーミンガムの北約26kmに位置している。現在ではバーミンガムのベッドタウンである。
3つの尖塔を持つ中世のリッチフィールド大聖堂のある都市として、また「A Dictionary of the English Language」という辞書を作成したサミュエル・ジョンソンの出身地として知られている。

## リッチフィールド大聖堂
イングランド国教会のカンタベリー大聖堂管区・リッチフィールド教区の主教座聖堂である。現在のリッチフィールド大聖堂（Litchfield Cathedral, 正式にはThe Cathedral Church of the Blessed Virgin Mary and St. Chadと呼ばれる）が、1085年から建築が開始され、13世紀まで拡張と改修が続いた。全体がゴシック様式である。

## 姉妹都市
- リンブルク・アン・デア・ラーン、ドイツ
- サント＝フォワ＝レ＝リヨン、フランス

## 出身者
- サミュエル・ジョンソン - 「英語辞典」（1755年）の編集、ウィリアム・シェイクスピアの研究で知られる文学者